# Julian Alfred Steyermark
Julian Alfred Steyermark (1909-1988) was een Amerikaanse botanicus. Hij werd geboren in Saint Louis (Missouri) en groeide hier ook op. In 1933 behaalde hij een Ph.D. aan de Washington University.
Steryermark was gedurende zijn leven werkzaam bij het Fundación Instituto Botánico de Venezuela, het Field Museum en de Missouri Botanical Garden. Hij was de initiator van een aantal grote floristische projecten, waaronder de Flora of the Venezuelan Guayana en de Flora of Missouri.
Steyermark was de (mede)auteur van meer dan 2700 botanische namen. Hij was auteur van artikels in tijdschriften als Annals of the Missouri Botanical Garden en Brittonia. Het Guinness Book of World Records eerde hem met een vermelding omdat hij gedurende zijn leven meer dan 130.000 plantenspecimens verzamelde.
Herbaria die door Steyermark verzamelde plantenspecimens bewaren, zijn onder meer die van de Missouri Botanical Garden, het Field Museum, de Universidad de San Carlos, het BioCentro-UNELLEZ, de Universidad Central, de University of Missouri en het Fundación Instituto Botánico de Venezuela.
Gerrit Davidse en R.P. Ellis hebben het grassengeslacht Steyermarkochloa naar hem vernoemd. 